# Redirection écologique
La redirection écologique est le processus de transformation des systèmes économiques et sociaux pour répondre aux problématiques environnementaux et climatiques, en particulier dans le cadre des organisations publiques et privées.

## Historique
Le concept est inspiré des travaux de Tony Fry, designer australien spécialiste de l'anthropocène et du philosophe et sociologue français Bruno Latour,. Le concept de redirection écologique est développé à partir de 2017 par trois enseignants-chercheurs de l'ESC Clermont Business School : Alexandre Monnin, philosophe, ancien directeur du Master Strategy & Design for the Anthropocene et membre du comité de mission de « Vingt et un Vingt-deux »,, Diego Landivar, enseignant-chercheur au Groupe ESC Clermont et directeur de l'Origens Medialab et Emmanuel Bonnet, spécialisé dans l'AMPHI (Alter-Management, Potentiel Humain et Innovation),. Ces chercheurs, ainsi que d'autres, ont contribué à définir la redirection écologique comme un cadre conceptuel et opérationnel pour aligner les organisations et les infrastructures avec les limites planétaires,.

## Définition
Le concept de redirection chercher à dépasser l'idée de développement durable, de responsabilité sociétale, d'intégrer les enjeux de la transition énergétique et, d'autre part, à aligner d'urgence les organisations et les entreprises vis-à-vis des limites planétaires. Il s'appuie beaucoup sur la notion de fermeture, de démantèlement et de renoncement,.

### Objectifs
L'objectif est de créer une société plus durable, équitable et résiliente, capable de faire face aux défis environnementaux et climatiques du 21e siècle. L'objectif est de réorienter les activités humaines, les politiques publiques et les modèles économiques pour :
- réduire les impacts environnementaux négatifs ;
- promouvoir la durabilité et la résilience ;
- favoriser la transition vers une économie verte et bas carbone.

### Moyens préconisés
La redirection écologique implique des changements structurels et culturels significatifs, tels que :
- la transition énergétique vers des sources renouvelables ;
- la réduction de la consommation de ressources et de la production de déchets ;
- la promotion de l'économie circulaire et de la réutilisation des ressources ;
- la protection et la restauration des écosystèmes.

Le concept est très adapté aux organisation publique et privées, et peut se décliner sous la forme de redirection écologique territoriale (RET), qui peut se déployer à l’échelle d’un quartier, d’une ville, d’un département ou d’une région.